# Trotina
Trotina (deutsch Trotin) ist eine Gemeinde in Tschechien. Sie liegt sieben Kilometer südwestlich von Dvůr Králové nad Labem und gehört zum Okres Trutnov.

## Geographie
Der Ort befindet sich im Südosten des Höhenrückens Zvičinský hřbet am Oberlauf der Trotina. Südlich liegt das Schloss Bílé Poličany.
Nachbarorte sind Dolní Dehtov im Norden, Hliníky im Nordosten, Zábřezí-Řečice im Osten, Velehrádek und Bílé Poličany im Südosten, Končiny im Süden, Rohoznice im Südwesten, Horka und Trotinka im Westen sowie Zdobín im Nordwesten.

## Geschichte
Die erste urkundliche Erwähnung des Ortes stammt aus dem Jahre 1238.
Im Laufe seiner Geschichte gehörte das Dorf zur Herrschaft Miletín und kam dann später zur Herrschaft Poličany.

## Gemeindegliederung
Für die Gemeinde Trotina sind keine Ortsteile ausgewiesen.

## Sehenswürdigkeiten
- Häuser in Volksarchitektur